# 彼得·兰佩特
彼得·兰佩特（德語：Peter Lampert，1951年9月23日—2015年7月4日）是列支敦士登政治人物，曾于2001年至2013年担任列支敦士登议会议员。
他曾担任瓷砖工且拥有自己的公司，专注于墙壁和地板的铺设工作。从1980年到2000年，他担任列支敦士登山地救援服务的负责人。而在1980年到2011年，他担任列支敦士登雪崩服务的负责人。2015年7月4日，他因不明疾病去世，享年63岁。